# Mariola Tymochowicz
Mariola Tymochowicz – polska kulturoznawczyni, folklorystka, etnolożka i muzealniczka, doktor habilitowany nauk humanistycznych, pracuje na stanowisku profesora w Katedrze Niematerialnego Dziedzictwa Kulturowego Uniwersytetu Marii Curie-Skłodowskiej w Lublinie. 

## Życiorys
W 1998 ukończyła studia magisterskie na Uniwersytecie Wrocławskim, broniąc pracy magisterskiej p.t. Łemkowie. Życie codzienne w nowych warunkach osiedlenia (województwo legnickie). W 2009 obroniła pracę doktorską na Wydziale Humanistycznym UMCS, pod kierunkiem prof. Jana Adamowskiego (tytuł rozprawy: Święta rodzinne na obszarze województwa lubelskiego – tradycja i współczesność). W 2019 uzyskała stopień doktora habilitowanego w zakresie nauk o kulturze i religii, na podstawie rozprawy: Pożywienie w kulturze chłopskiej (na materiale z województwa lubelskiego). Pracuje w Instytucie Nauk o Kulturze UMCS na stanowisku profesora uczelni, wcześniej także w Muzeum Narodowym w Lublinie na stanowisku kustosza dyplomowanego. Jej zainteresowania badawcze obejmują sztukę ludową, strój ludowy, tradycyjne pożywienie ludności chłopskiej, a także obrzędowość rodzinną Lubelszczyzny.
Od 2014 pełni funkcję prezesa Oddziału Polskiego Towarzystwa Ludoznawczego w Lublinie, kieruje Sekcją Polskich Strojów Ludowych, działającą w ramach PTL. Jest członkinią redakcji czasopisma Studia i Materiały Lubelskie.

## Nagrody i wyróżnienia
- 2012: Brązowy Medal za Długoletnią Służbę
- 2014: Odznaka honorowa „Zasłużony dla Kultury Polskiej”
- 2021: Brązowy Medal "Zasłużony Kulturze Gloria Artis"

## Wybrane publikacje

### Publikacje książkowe
- 2013: Lubelska obrzędowość rodzinna w kontekście współczesnych przemian
- 2019: Tradycyjne pożywienie w kulturze chłopskiej na Lubelszczyźnie
- 2022: Strój janowsko-kraśnicki, t. 1., Stroje tradycyjne województwa lubelskiego
- 2023: Strój lubartowski, t. 1., Stroje tradycyjne województwa lubelskiego

### Jako współautorka
- 2011: Śladami minionego czasu... Monografia gminy Wisznice
- 2015: Klocki, snutki, perebory. Tradycyjne rękodzieło wobec wyzwań współczesności, seria: Atlas Polskich Strojów Ludowych t. 44, zeszyt specjalny